# Trudelj
Trudelj (izvirno srbsko Трудељ) je naselje v Srbiji, ki upravno spada pod Občino Gornji Milanovac; slednja pa je del Moraviškega upravnega okraja.

## Demografija
V naselju, katerega izvirno (srbsko-cirilično) ime je Трудељ, živi 358 polnoletnih prebivalcev, pri čemer je njihova povprečna starost 47,3 let (46,7 pri moških in 47,9 pri ženskah). Naselje ima 143 gospodinjstev, pri čemer je povprečno število članov na gospodinjstvo 2,87.
To naselje je, glede na rezultate popisa iz leta 2002, večinoma srbsko, a v času zadnjih treh popisov je opazno zmanjšanje števila prebivalcev.
|  |

| Demografija | Demografija     | Demografija     |
| Leto        | Št. prebivalcev | Št. prebivalcev |
| ----------- | --------------- | --------------- |
|             |                 |                 |
|             |                 |                 |
|             |                 |                 |
|             |                 |                 |
| 1948        | 925             |                 |
| 1953        | 914             |                 |
| 1961        | 875             |                 |
| 1971        | 781             |                 |
| 1981        | 649             |                 |
| 1991        | 531             | 524             |
| 2002        | 423             | 410             |
|             |                 |                 |

| Etnična sestava po popisu iz leta 2002 | Etnična sestava po popisu iz leta 2002 | Etnična sestava po popisu iz leta 2002 | Etnična sestava po popisu iz leta 2002 | Etnična sestava po popisu iz leta 2002 |
| -------------------------------------- | -------------------------------------- | -------------------------------------- | -------------------------------------- | -------------------------------------- |
| Srbi                                   | Srbi                                   |                                        | 408                                    | 99,51%                                 |
| Neznano                                | Neznano                                |                                        | 2                                      | 0,48%                                  |